# Memoria (film, 2021)
Pour plus de détails, voir Fiche technique et Distribution.
Memoria est un film dramatique écrit, coproduit et réalisé par Apichatpong Weerasethakul, sorti en 2021,.
Il est sélectionné en compétition au Festival de Cannes, où il obtient le prix du jury ex aequo avec Le Genou d'Ahed de Nadav Lapid,.

## Synopsis
Jessica (Tilda Swinton), une cultivatrice écossaise d'orchidées rend visite à sa sœur malade à Bogota (Colombie). Une nuit, elle est réveillée dans son sommeil par un bruit sourd et inquiétant (bruit de chute ou de choc ?) qu’elle va réentendre dans diverses circonstances. Est-elle la seule à entendre ce bruit étrange ? Est-elle malade elle aussi ou en train de perdre la raison ?
Memoria est comme un voyage sensoriel, la quête d’un son. Jessica rencontre sur son chemin, Agnès (Jeanne Balibar), une archéologue responsable de la recherche de restes humains fossilisés sur le chantier d’un tunnel sous la cordillère des Andes, Hernán (Juan Pablo Urrego), un jeune ingénieur du son et musicien qui l’aide à reproduire ce bruit, et enfin, dans un petit village au milieu de la forêt, un pêcheur étrange nommé lui aussi Hernán (Elkin Diaz) auquel elle peut enfin se confier…

## Fiche technique
Sauf indication contraire, les informations mentionnées dans cette section peuvent être confirmées par les bases de données cinématographiques IMDb et Unifrance,  présentes dans la section « Liens externes ».
- Titre original : Memoria
- Réalisation et scénario : Apichatpong Weerasethakul
- Musique : César López (es)
- Costumes : Catherine Rodriguez
- Photographie : Sayombhu Mukdeeprom
- Son : Akritchalerm Kalayanamitr et Javier Umpierrez (ingénieurs) ; Sebastian Perez Aguaya (monteur)
- Montage : Lee Chatametikool
- Production : Diana Bustamante Escobar, Julio Chavezmontes, Charles de Meaux, Simon Field, Keith Griffiths, Michael Weber et Apichatpong Weerasethakul

Coproduction : Joslyn Barnes, Mónica Moreno Bayard, Andrés Calderón, Charlotte Cook, Qiao Cui, Caroleen Feeney, Viola Fügen, Danny Glover, Andreas Roald, Susan Rockefeller, Soros Sukhum, Tony Tabatznik, Maxx Tsai, Dan Wechsler, Meng Xie, Jamal Zeinal Zade et Jia, Zhangke
Production déléguée : Carlos Paz et Tilda Swinton
- Sociétés de production : Anna Sanders Films, Burning Blue, Illuminations Films, Kick the Machine et The Match Factory
- Pays d'origine :  Allemagne,  Colombie,  Chine,  France,  Mexique,  Qatar,  Royaume-Uni,  Suisse,  Thaïlande
- Langue originale : anglais, espagnol
- Format : couleur
- Genre : drame
- Durée : 136 minutes
- Dates de sortie :
  - Monde : 15 juillet 2021 (Festival de Cannes)
  - France : 17 novembre 2021

## Distribution
- Tilda Swinton : Jessica Holland, la cultivatrice écossaise d'orchidées[5]
- Jeanne Balibar : Agnès Cerkinsky, l'archéologue française
- Juan Pablo Urrego (es) : Hernán Bedoya, jeune
  - Elkin Diaz : Hernán Bedoya, âgé
- Agnes Brekke : Karen Holland, la sœur de Jessica
- Daniel Giménez Cacho : Juan Ospina, mari de Karen
- Jerónimo Barón : Mateo Ospina
- Constanza Gutierrez : Docteur Constanza
- Daniel Tora : l'assistant anthropologue

## Autour du film
Le nom du personnage joué par Tilda Swinton (Jessica Holland) est un clin d'oeil au film Vaudou (1943) où l'actrice Christine Gordon portait le même nom.

## Production

### Genèse et développement
En 2018, Apichatpong Weerasethakul effectue tout d'abord 5 mois de repérage en Colombie : il va à Bogota, à Cali, à Medellín, dans le village de Pijao, dans le département de Chocó, dans la cordillère des Andes et dans la jungle ; il visite des prisons, des hôpitaux psychiatriques ; il rencontre des psychologues ; il se documente sur les hallucinations liées aux drogues ; il continue d'écrire son scénario.

### Distribution des rôles
En mars 2018, on annonce que Tilda Swinton est engagée au film, avec Apichatpong Weerasethakul en tant que scénariste et réalisateur.
En août 2019, Jeanne Balibar, Daniel Giménez Cacho, Juan Pablo Urrego (es) et Elkin Diaz font partie de la distribution.

### Tournage
Le tournage commence le 19 août 2019 en Colombie, et dure 8 semaines,.

## Sortie

### Accueil
En France, le site Allociné recense une moyenne des critiques presse de 3,9/5.

## Distinction

### Récompense
- Festival de Cannes 2021 :  Prix du jury (ex-aequo avec Le Genou d'Ahed de Nadav Lapid)[13],[14],[15]

### Nominations
- Prix Platino 2022 :
  - meilleure musique ;
  - meilleure photographie
  - meilleure direction artistique ;
  - meilleur son.

### Document
- Tilda Swinton sera dans le prochain film de Apichatpong Weerasethakul dans Les Inrockuptibles de mars 2018